# لنگده
لنگده (به آلمانی: Lengede) یک شهر در آلمان است که در Peine واقع شده‌است. لنگده ۱۳٬۱۱۹ نفر جمعیت دارد.

## خواهرخوانده
شهر شهر الوستا خواهرخواندهٔ لنگده هست.